# Arbetare och kolchoskvinna
| Den sovjetiska paviljongen med Arbetare och kolchoskvinna och den antika skulpturen Harmodius och Aristogeiton. |  | Den sovjetiska paviljongen med Arbetare och kolchoskvinna och den antika skulpturen Harmodius och Aristogeiton. |
| Den sovjetiska paviljongen med Arbetare och kolchoskvinna och den antika skulpturen Harmodius och Aristogeiton. |  | |

Arbetare och kolchoskvinna (ryska: Рабо́чий и колхо́зница) är en monumentalstaty av den sovjet-ryska konstnären Vera Muchina, skapad för att kröna Sovjetunionens paviljong på världsutställningen i Paris 1937. Statyn föreställer en industriarbetare och en bondkvinna som tillsammans håller upp de sovjetiska symbolerna hammaren och skäran. Skulpturen är ett av den socialistiska realismens mest kända konstverk.

## Historik
Inför världsutställningen i Paris 1937 utlystes i Sovjetunionen en tävling för den sovjetiska paviljongen. Vinnare blev arkitekten Boris Jofan, som i början av 1930-talet ritat Sovjeternas palats. Hans strama höga artdeco-liknande byggnad skulle krönas av en staty som symboliserade det ryska folket – industriarbetarna och de kollektiva bönderna. För detta ändamål utlystes en tävling om skulpturen.
Skulpturtävlingen vanns av Vera Muchina som presenterat en monumental staty i den socialistiska realismens anda med influenser av antika skulpturer som  Nike från Samothrake och Harmodius och Aristogeiton, samt relieferna La Marseillaise på Triumfbågen i Paris.
Statygruppen gjordes först som gipsmodell och överfördes därefter till stål i sextio delar som skulle svetsas ihop. Det tog endast tre månader att färdigställa delarna och den 19 mars 1937 transporterades de till Paris med tåg. Den 24,5 meter höga skulpturen stod färdigmonterad och klar vid öppnandet den 25 mars. Den sovjetiska paviljongen med sin imponerade skulpturgrupp och den avsevärt högre nazityska paviljongen, prydd med den tyska örnen, stod på var sin sida om Marsfältet framför Eiffeltornet. 
Under transporten tillbaka till Moskva blev skulpturen skadad. Den reparerades 1939 och placerades på en piedestal i Allryska utställningscentret  i Moskva.
Arbetare och kolchoskvinna blev en nationalikon för Sovjetunionen och har sedan 1947 använts som logotyp av det statliga filmbolaget Mosfilm.

## Restaurering
År 2003 demonterades skulpturen för att restaureras. Det var planerat att den skulle vara färdig 2005 men på grund av finansieringsproblem blev den färdig först 2009. Skulpturen placerades på en ny specialgjord paviljong i Allryska utställningscentret i Moskva och invigdes 4 december 2009. Året efter öppnades i paviljongen ett museum tillägnad skulpturgruppen och dess historia.